# Coll de la Garrofera
El Coll de la Garrofera és una muntanya de 602 metres que es troba al municipi de Roquetes, a la comarca catalana del Baix Ebre.